# Vandrarmussla

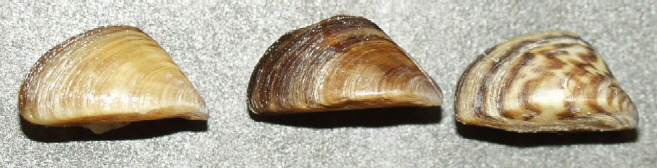
Zebramusslor

Vandrarmusslan (Dreissena polymorpha) eller zebramusslan som den också kallas har sitt ursprung i området kring Kaspiska havet. 
Vandrarmusslan är en främmande art som har funnits i Sverige sedan 1940-talet och har inkommit på fartygsskrov, i barlastvatten och med fåglar. Den kan på vissa platser uppträda i extremt stora bestånd där den framförallt förekommer i Mälaren och Hjälmaren samt i vattendrag knutna till dessa sjöar. De senaste åren har de börjat sprida sig i Glan, Roxen och Göta kanal, och finns de inte ännu i Vättern och Vänern så är det bara en fråga om tid. 

## Reproduktion
En vuxen hona kan lägga upp till 40 000 ägg per lektillfälle, och upp till en miljon ägg om året. Leken brukar börja under sen vår och tidig sommar. Den ideala lektemperaturen för en vandrarmussla är mellan 14 och 16 °C. Larverna är pelagiska upp till en månad.
Höger och vänster klaff av samma exemplar:

Höger klaff
Vänster klaff

## Utbredning
Vandrarmusslor har en lång tid utökat sitt utbredningsområde.  1824 upptäcktes de för första gången i Storbritannien, och har sedan spritt sig till större delen av Västeuropa.
I USA orsakar vandrarmusslorna allvarliga problem. De upptäcktes i Stora sjöarna för första gången 1988 och har sedan dess vållat stora skador på ekosystemet. Troligen släpptes de ut från vattenballasttankarna på ett fartyg. De har också spridit sig vidare till många andra vattendrag i USA, och återfinns numera i till exempel Mississippi- och Hudsonfloderna.  Även i dessa floder har ekosystemen tagit stor skada, lokala musselarter har kraftigt missgynnats eller utrotas. Även hamnar, båtar och kraftverkskylvattensystem har påverkats.

## Ekologi
Vandrarmusslor äter genom att filtrera stora mängder vatten.  De tar bort partiklar från vattnet och ökar siktdjupet hos vattnet.  Ätbara partiklar konsumeras som mat, och fekalier deponeras på sjöbottnen.  Icke-ätbara partiklar kombineras med slem för att bilda "pseudofekalier" och deponeras även de på bottnen.  Vandrarmusslor gör genom dessa processer sjöbottnen näringsrikare, vilket gynnar de organismer som lever på botten.

## Föda
Vandrarmusslor är ätliga, men på grund av bioackumulation kan de innehålla mycket högre halter av föroreningar än vattendraget i vilket de lever.  De som lever i rena vattendrag kan användas som ersättning för andra musslor i matrecept. Vandrarmusslorna är dock oftast ganska små, och det krävs ett stort antal för en vanlig maträtt.